# Personer i Sverige födda i Egypten
Till personer i Sverige födda i Egypten räknas personer som är folkbokförda i Sverige och som har sitt ursprung i Egypten. Enligt Statistiska centralbyrån fanns det 2023 i Sverige sammanlagt cirka 11 400 personer födda i Egypten. Cirka 4 000 personer i Sverige tillhör den koptisk-ortodoxa kyrkan, varav de flesta kommer från Egypten. De kristna i ursprungslandet utgör ca 5-20% av befolkningen där vilket tyder på en tydlig överrepresentation av kristna bland egyptier i Sverige. 31 december 2019 bodde det totalt 14 758 personer i Sverige som antingen var födda i Egypten eller hade minst en förälder som var det.

## Historisk utveckling

### Födda i Egypten
| Personer i Sverige födda i Egypten 1900–2024 | Personer i Sverige födda i Egypten 1900–2024 | Personer i Sverige födda i Egypten 1900–2024 | Personer i Sverige födda i Egypten 1900–2024 | Personer i Sverige födda i Egypten 1900–2024 |
| --- | -------------------------------------------- | -------------------------------------------- | -------------------------------------------- | -------------------------------------------- |
| |                                              |                                              |                                              |                                              |
| År |                                              |                                              | Folkmängd                                    |                                              |
| 1900 | 1900                                         |                                              | 5                                            |                                              |
| 1930 | 1930                                         |                                              | 19                                           |                                              |
| 1950 | 1950                                         |                                              | 50                                           |                                              |
| 1960 | 1960                                         |                                              | 117                                          |                                              |
| 1970 | 1970                                         |                                              | 527                                          |                                              |
| 1980 | 1980                                         |                                              | 911                                          |                                              |
| 1990 | 1990                                         |                                              | 1 444                                        |                                              |
| 2000 | 2000                                         |                                              | 2 085                                        |                                              |
| 2001 | 2001                                         |                                              | 2 170                                        |                                              |
| 2002 | 2002                                         |                                              | 2 279                                        |                                              |
| 2003 | 2003                                         |                                              | 2 329                                        |                                              |
| 2004 | 2004                                         |                                              | 2 408                                        |                                              |
| 2005 | 2005                                         |                                              | 2 499                                        |                                              |
| 2006 | 2006                                         |                                              | 2 681                                        |                                              |
| 2007 | 2007                                         |                                              | 2 865                                        |                                              |
| 2008 | 2008                                         |                                              | 3 071                                        |                                              |
| 2009 | 2009                                         |                                              | 3 379                                        |                                              |
| 2010 | 2010                                         |                                              | 3 718                                        |                                              |
| 2011 | 2011                                         |                                              | 4 345                                        |                                              |
| 2012 | 2012                                         |                                              | 4 962                                        |                                              |
| 2013 | 2013                                         |                                              | 5 396                                        |                                              |
| 2014 | 2014                                         |                                              | 5 803                                        |                                              |
| 2015 | 2015                                         |                                              | 6 256                                        |                                              |
| 2016 | 2016                                         |                                              | 6 807                                        |                                              |
| 2017 | 2017                                         |                                              | 7 448                                        |                                              |
| 2018 | 2018                                         |                                              | 8 154                                        |                                              |
| 2019 | 2019                                         |                                              | 9 011                                        |                                              |
| 2020 | 2020                                         |                                              | 9 570                                        |                                              |
| 2021 | 2021                                         |                                              | 10 268                                       |                                              |
| 2022 | 2022                                         |                                              | 10 768                                       |                                              |
| 2023 | 2023                                         |                                              | 10 886                                       |                                              |
| 2024 | 2024                                         |                                              | 10 979                                       |                                              |
| Anm.: Befolkning den 31 december respektive år förutom åren 1960 och 1970 som avser förhållandet den 1 november och år 1980 som avser förhållandet den 15 september. |                                              |                                              |                                              |                                              |